# آدریانو گلدمن
آدریانو گُلدمن (به انگلیسی: Adriano Goldman) یک فیلم‌بردار اهل برزیل است.
وی یک بار برندهٔ جایزهٔ امی ساعات پر بیننده شده‌است.

## فیلم‌شناسی
| سال  | نام                   | کارگردان      | سِمَت       |
| ۲۰۰۹ | بدون نام              | کری فوکوناگا  | فیلم‌بردار |
| ۲۰۱۰ | محکومیت               | تونی گلدوین   | فیلم‌بردار |
| ۲۰۱۱ | ۳۶۰                   | فرناندو میرلس | فیلم‌بردار |
| ۲۰۱۱ | جین ایر               | کری فوکوناگا  | فیلم‌بردار |
| ۲۰۱۳ | مدار بسته             | جان کرولی     | فیلم‌بردار |
| ۲۰۱۳ | آگوست: اوسیج کانتی    | جان ولز       | فیلم‌بردار |
| ۲۰۱۳ | شراکتی که نگاه می‌داری | رابرت ردفورد  | فیلم‌بردار |
| ۲۰۱۴ | زباله                 | استیون دالدری | فیلم‌بردار |
| ۲۰۱۵ | سوخته                 | جان ولز       | فیلم‌بردار |
| ۲۰۱۷ | رودخانه تاریک         | کلیو برنارد   | فیلم‌بردار |
| ۲۰۲۱ | دره کوچک              | نبیل الدرکین  | فیلم‌بردار |
| ۲۰۲۲ | اندور                 | تونی گیلروی   | فیلم‌بردار |
| ---- | --------------------- | ------------- | --------- |